# 강화도령 (영화)
"강화도령"은 1963년 공개된 대한민국의 영화이다.
KBS 라디오 드라마 "강화도령"(이서구 극작)을 원작으로 하며 이 영화의 후편이 철종과 복녀이다.

## 배역
- 최은희 : 복녀 역
- 신영균 : 원범(철종) 역
- 김승호
- 황정순
- 김희갑
- 한은진 : 제조상궁 역
- 신성일
- 이예춘
- 윤인자
- 주선태
- 구봉서
- 정애란
- 도금봉